# Carlo Delle Piane
Carlo Delle Piane (ur. 2 lutego 1936 w Rzymie, zm. 23 sierpnia 2019 tamże) – włoski aktor i reżyser filmowy, teatralny i telewizyjny. Występował w filmach od dzieciństwa, znany głównie z ról komediowych. W ciągu swojej trwającej 70 lat karierze aktorskiej zagrał w ponad 100 filmach.
Przełomem w jego pracy twórczej była współpraca z reżyserem Pupim Avatim. Za rolę w jego filmie Szkolna wycieczka (1983) Delle Piane otrzymał wyróżnienie Nastro d’argento, a później uhonorowano go Pucharem Volpiego dla najlepszego aktora na 43. MFF w Wenecji za rolę w Prezencie pod choinkę (1986).